# Upper Bear Creek
Upper Bear Creek – jednostka osadnicza w Stanach Zjednoczonych, w stanie Kolorado, w hrabstwie Clear Creek.